# Stadion Jedenastu
Stadion Jedenastu (he: איצטדיון הי”א) – stadion piłkarski położony w mieście Aszdod, Izrael. Został wybudowany w 1966 roku. Nazwa Jedenastu została dodana po masakrze izraelskich sportowców podczas Igrzysk Olimpijskich 1972.
Obiekt od czasu otwarcia użytkowany był przez dwa kluby z Aszdod: Maccabi Ironi Aszdod oraz Hapoel Ashdod F.C.. W 1999 roku z połączenia obu drużyn powstał nowy klub FC Aszdod, który kontynuuje tradycję rozgrywania meczów na stadionie Jedenastu.